# Iwan Gorgonow
Iwan Iwanowicz Gorgonow (ros. Иван Иванович Горгонов; ur. 1903, zm. 1994) – funkcjonariusz NKWD, w okresie II wojny światowej funkcjonariusz radzieckiego kontrwywiadu wojskowego Smiersz, jeden z katów Obławy Augustowskiej, były generał major (od 26 maja 1943) (pozbawiony stopnia 1955).

## Życiorys
Pochodził z rodziny chłopskiej. W latach 1925–1927 w Armii Czerwonej, od 1928 roku w organach OGPU. Od 1927 roku członek WKP(b).
W 1941 roku szef Specjalnego Oddziału NKWD Frontu Briańskiego i zastępca szefa Specjalnego Oddziału NKWD Frontu Północnego.
Od 29 kwietnia 1943 do maja 1946 naczelnik Oddziału I w centrali Smiersz w Moskwie (GUKR SMIERSZ NKO), odpowiedzialnego za kontrwywiadowcze zabezpieczenie centralnych instytucji Ludowego Komisariatu Obrony, m.in. Sztabu Generalnego Armii Czerwonej, sztabów frontów i armii oraz Głównego Zarządu Kontrwywiadu i podległych mu organów w sztabach frontów i armii. W lipcu 1945 roku uczestniczył w akcji pacyfikacyjnej na terenie Polski, tzw. obławie Augustowskiej, która została przeprowadzona na ludności cywilnej w wyjątkowo brutalny sposób (przeprowadzano łapanki, masowe aresztowania i wielodniowe tortury mające wymusić na zatrzymanych potwierdzenie przynależności do któregoś z polskich ruchów niepodległościowych).
W latach 1946–1951 naczelnik Zarządu Milicji Obwodu Moskiewskiego (UMGB). W 1952 roku ukończył zaocznie Instytut Pedagogiczny w Moskwie. Pozbawiony rangi generała majora postanowieniem № 2349–1118ss Rady Ministrów ZSRR z 23 listopada 1954 roku za „kompromitujące czyny niegodne wysokiej rangi generała podczas pracy w organach bezpieczeństwa państwowego”. W 1955 roku usunięty z Komunistycznej Partii Związku Radzieckiego za „naruszenie praworządności radzieckiej”.

## Odznaczenia
- Order Lenina[3]
- Order Czerwonego Sztandaru[3] (trzykrotnie - 10 lipca 1942, 28 października 1943 i 21 maja 1947)
- Order Suworowa II Klasy (13 września 1945)[4]
- Order Wojny Ojczyźnianej I klasy (dwukrotnie - 31 lipca 1944 i 6 września 1947)[3]
- Order Czerwonego Sztandaru Pracy (29 października 1949)
- Order Czerwonej Gwiazdy (3 listopada 1944)
- Medal „Za Odwagę” (1940)
- Odznaka „Zasłużony Funkcjonariusz NKWD” (19 grudnia 1942)

I 6 medali.